# Nardi FN.315
Nardi FN.315 là một loại máy bay huấn luyện của Ý, được phát triển từ loại Nardi FN.305, do hãng Fratelli Nardi chế tạo.

## Quốc gia sử dụng
Ý
- Regia Aeronautica

 România
- Không quân Hoàng gia Romani
- Không quân Romani

 Thụy Sĩ
- Không quân Thụy Sĩ

## Tính năng kỹ chiến thuật (FN.315 Alfa Romeo)
Đặc điểm tổng quát
- Kíp lái: 2
- Sải cánh: 8.47 m (27 ft 9½ in)
- Trọng lượng có tải: 1045 kg (2304 lb)
- Powerplant: 1 × Alfa Romeo 115-1, 153 kW (205 hp)

Hiệu suất bay
- Vận tốc cực đại: 315 km/h (196 mph)